# Beautiran
Beautiran é uma comuna francesa na região administrativa da Nova Aquitânia, no departamento da Gironda. Estende-se por uma área de 6,35 km². Em 2010 a comuna tinha 2 340 habitantes (densidade: 368,5 hab./km²).